# Óscar Wilchez
Óscar Leonidas Wilchez Carreño (Labranzagrande,3 de octubre de 1960 ) es un abogado y político colombiano. 
Ha sido gobernador, alcalde y representante a la Cámara. Inicialmente militó en el Partido Liberal Colombiano y más tarde en el Partido Cambio Radical. Actualmente se encuentra ya en libertad por cuanto estuvo más de 2 años detenido en prisión sin habérsele dictado sentencia, por la misma razón Oscar Leonidas Wilchez Carreño contrademandó al estado colombiano para que se le indemnizara por tenerlo tal tiempo en prisión sin sentencia previa, lo cual es un atropello al derecho al debido proceso. La contrademanda todavía está por resolver.

## Trayectoria
Desde muy pequeño su familia se trasladó a la ciudad de Yopal en el departamento de Casanare, donde realizó sus estudios primarios y secundarios, para posteriormente realizar la carrera de Derecho en la Universidad Libre en Bogotá; años después realizaría una especialización en Planificación y Administración del Desarrollo, y una Maestría en Planificación. A su regreso a Yopal, tras obtener el título de abogado, fue designado Inspector de Policía (1985) y Secretario de Gobierno (1987) de la ciudad. Ese mismo año se retiró del cargo, para iniciar su campaña para la Alcaldía de Yopal, a nombre del Partido Liberal Colombiano, convirtiéndose en el primer Alcalde elegido por voto popular, para el periodo 1988-1990. En 1992 ganó las primeras elecciones para Gobernador de Casanare, para un periodo de dos años y medio que finalizaría en diciembre de 1994. Durante estos dos mandatos adquirió un poder político muy destacado en el departamento, así como una gran credibilidad. Aprovechando este caudal político, intentó llegar al Senado de la República en 1998, pero la división del electorado entre Wilchez y el diputado departamental Laureano Rodríguez, le impidió a los dos obtener un escaño. 
Retirado temporalmente de la política, volvió al primer plano de la escena departamental, cuando fue sugerido como rival para el popular dirigente William Pérez en la disputa por la gobernación de Casanare en 2000; pero fue derrotado por 41.000 votos de Pérez frente a 32.000 suyos. Pese a la derrota, el importante resultado obtenido le permitió a Wilchez recuperar su posición en el panorama político, siendo elegido con la mayor votación como representante a la Cámara por su departamento en marzo de 2002. Pero en esta ocasión, se presentó a las urnas ya no como miembro del Partido Liberal, sino del naciente Partido Cambio Radical, conformado en su mayoría por el ala derecha de su antiguo partido, que junto a otros grupos políticos, respaldó la candidatura presidencial de Álvaro Uribe Vélez. 
Durante su cuatrienio en la legislatura, se convirtió en uno de los congresistas más destacados de su partido, defendiendo las políticas del gobierno nacional y llegando a ser primer vicepresidente de la Cámara de Representantes. En 2006 consiguió renovar su curul en el Congreso, curul que perdió después de haber sido vinculado al escándalo de la parapolítica.

## Controversia
El 18 de julio de 2007 la Corte Suprema de Justicia ordenó su captura por encontrar méritos en la investigación que adelanta por presuntos nexos de políticos con el grupo de autodefensas ilegales liderado por el paramilitar Martín Llanos, todo esto en el marco del escándalo conocido como parapolítica; es sustituido por el segundo renglón de su lista, la dirigente yopaleña María Violeta Niño Morales.
| Predecesor: Israel Laverde Tapias | Gobernador de Casanare 1 de enero de 1992 al 31 de diciembre de 1994 | Sucesor: Emiro Sossa Pacheco |

- Datos: Q6174966